# Wunaamin Miliwundi
Le Wunaamin Miliwundi (tra il 1879 e il 2020 chiamate catena di re Leopoldo) sono una catena collinare del Kimberley, regione dell'Australia Occidentale.
Sono presenti due parchi di conservazione all'interno della catena collinare, il Wunaamin Conservation Park (nella terra dei Wilinggin) e il Miluwindi Conservation Park (nella terra dei Bunuba), entrambi precedentemente parte del King Leopold Ranges Conservation Park.

## Nome
La catena fu battezzata il 6 giugno 1879 dall'esploratore Alexander Forrest, durante una spedizione nella zona del Kimberley, in onore del re Leopoldo II del Belgio, "per il grande interesse mostrato da Sua Maestà per l'esplorazione".
C'erano state diverse proposte e tentativi di rinominare la catena, dato il suo legame con Leopoldo II del Belgio, il cui regno sullo Stato Libero del Congo a partire dal 1885 si dice abbia provocato la morte di 10-15 milioni di africani. Leopoldo non aveva alcun legame con l'Australia Occidentale, ma un certo numero di luoghi nel Pilbara e nel Kimberley presero il nome dai reali europei. La ridenominazione è stata proposta nel 2008 e di nuovo nel 2017, ma è stata ritardata poiché a causa delle dimensioni della catena, che si estende per diverse regioni e aree native richiedenti il titolo, erano in corso trattative con i proprietari tradizionali per decidere un nome. Nel 2020, spinto dalla rimozione di una statua di Leopoldo II nella città di Anversa come parte di una riconsiderazione di vari nomi in tutto il mondo, il tesoriere Ben Wyatt ha dichiarato di stabilire un consenso su un nome con i due principali titoli nativi gruppi e poi procedere rapidamente con il cambio di nome.
La catena è stata ufficialmente ribattezzata il 1º luglio 2020 da Ben Wyatt.

## Fisiografia
Le Wunaamin Miliwundi costituiscono una sezione fisiografica del Kimberley Block, che a sua volta fa parte dello scudo australiano. La catena è composta da molti gruppi più piccoli tra cui i Monti Lady Forrest, i Monti Isdell, i Monti Narrie, i Monti Sir John, i Monti Precipice e i Monti Durack. Nei pressi delle Wunaamin Miliwundi sono presenti il Monte Hart, la gola di Bell, il boschetto Silent e la gola del Lennard, nonché la catena Napier e l'affioramento granitico noto come Testa della regina Vittoria. Il promontorio del Fitzroy si forma nel punto in cui il fiume Fitzroy attraversa l'area. Le catene montuose separano l'altopiano principale del Kimberley dalle pianure meridionali del Fitzroy e sono costituite da arenaria quarzosa invasa da diabase. Le catene hanno la forma di una mezzaluna con una lunghezza di 567 km che va dall'estremità settentrionale della catena Durack a est fino a est della baia di Secure nel Kimberley occidentale. Si stima che la catena copra un'area totale di 30.794 km². L'area ha un'altezza media di 600 m. Il punto più alto è il Monte Wells, che è a 983 m s.l.m. Le successive due vette più alte sono il Monte Ord a 936 metri e il Monte Broome a 927 metri.

## Storia
I proprietari tradizionali dell'area sono i popoli Ngarinjin, Konejandi e Bunuba.
Il bestiame fu trasportato per la prima volta via terra attraverso la catena nel 1903. Partendo da Fitzroy Crossing e utilizzato per rifornire la Mount Barnett Station, il viaggio richiese più di sei settimane per essere completato.

## Gestione
Attraversate dalla Gibb River Road, circa 134 km a est di Derby, parte della catena collinare è coperta dal Miluwindi Conservation Park, di 3.921 km² e dal Wunaamin Conservation Park (entrambi precedentemente parte del King Leopold Range Conservation Park), gestito dal Department of Parks and Wildlife.
Il campeggio è consentito alla stazione di Mount Hart, nei pressi del torrente Bell o al boschetto Silent.